# Listen Up! The Official 2010 FIFA World Cup Album
Listen Up! The Official 2010 FIFA World Cup Album è l'album ufficiale della FIFA 2010 creato per il Campionato mondiale di calcio Sudafrica 2010.
L'album contiene "Waka Waka (This Time for Africa)" di Shakira, inno ufficiale della competizione.

## Tracce
1. Sign of a Victory (R. Kelly, Soweto Spiritual Singer) - 4:13
2. Waka Waka (This Time for Africa) (Shakira, Freshlyground) - 3:22
3. Viva Africa (Nneka) - 3:21
4. One Day (Matisyahu) - 3:28
5. Shosholoza (Ternielle Nelson, Jason Hartman, Uju, Louise Carver, Aya, Deep Level) - 3:42
6. Ke nako (J Pre, Wyclef Jean, Jazmine Sullivan, B. Howard) - 4:04
7. Move On Up (Angélique Kidjo, John Legend) - 3:07
8. Spirit of Freedom (Uju, Judy Bailey) - 3:53
9. Game On (Pitbull, TKZee, Dario G) - 3:19
10. Maware maware (Misia, M2J, Francis Jocky) - 3:40
11. As Mascaras (Claudia Leitte, Lira) - 3:11
12. Hope (Siphiwo, Nelson Mandela) - 3:50

## Classifiche
| Classifica (2010) | Posizione massima |
| ----------------- | ----------------- |
| Austria           | 8                 |
| Europa            | 51                |
| Germania          | 15                |
| Messico           | 6                 |
| Svizzera          | 8                 |